# Булешев, Алибек Бахтиярович
Алибе́к Бахтия́рович Буле́шев (каз. Әлібек Бақтиярұлы Бөлешов; род. 9 апреля 1981, Нукус) — казахстанский футболист. Выступал за сборную Казахстана. Вошёл в историю «Кайрата», побив рекорд Евстафия Пехлеваниди по забитым мячам. Один из лучших бомбардиров чемпионата страны за всю его историю. Дважды чемпион Казахстана (2004, 2007) и двукратный обладатель Кубка Казахстана (2001, 2003). С января 2019 занимает должность начальника команды в футбольном клубе «Актобе-Жас».

## Карьера

### Клубная
18-летний Алибек Булешев начал играть в Высшей лиге казахстанского футбола в 1999 году в клубе «Жетысу» из родного Талдыкоргана. Провёл 14 игр, открыл счёт своим голам в игре с экибастузским «Батыром», затем забил ещё гол. Но команда заняла предпоследнее место в чемпионате и еле удержалась в высшей лиге.
Булешев принял приглашение алматинского СОПФК «Кайрат» и с 2000 по 2006 год выступал за клуб (с 2001 года просто «Кайрат»). За семь сезонов провёл 156 игр в чемпионате и забил 66 голов. В 2001 году «Кайрат» выиграл Кубок Казахстана в финале у астанинского «Жениса» (3-1) и Булешев забил победный гол. Алибек был признан ФФК лучшим левым нападающим страны в сезоне. Кубок снова выиграли в 2003 году в финале против «Тобола» (3-1). А Булешев был опять признан лучшим левым нападающим страны в сезоне. В успешном 2004 году клуб стал чемпионом Казахстана и вышел в финал Кубка. Булешев выступил во всех 36 матчах чемпионата и забил 14 голов. В играх за Кубок он в 7 играх забил 8 голов, но финал был проигран «Таразу» (0:1) на его поле. Но Булешев был снова признан лучшим левым нападающим страны в сезоне. В 2005 году снова финал Кубка уступили, теперь «Женису» (1-2) но выиграли бронзовые медали чемпионата. Однако затем игра клуба не заладилась. В сезоне 2006 года Булешев забил 10 голов, но «Кайрат» занял лишь 7 место.
В начале 2007 года подписал контракт с клубом «Актобе», набиравшем силу под руководством российского тренера Владимира Муханова. Но за 16 игр первого круга Булешев забил всего один гол и летом вернулся в «Кайрат». Но проведя за «Актобе», завоевавший золотые медали, 16 игр из 30 (более 50 %), заслужил звание чемпиона.
Выступая за «Кайрат» во втором круге чемпионата 2007 он забил 4 гола и побил рекорд (69 голов в Высшей лиге чемпионата СССР) Евстафия Пехлеваниди по забитым за клуб мячам, округлив его до 70. В 2008 году Булешев забил ещё 7 мячей, доведя «кайратовский» рекорд до 77 голов, а общий счёт голам до 88 (плюс 11 голов в 27 играх на Кубок страны).
Сезон 2009 года Булешев провёл в провинциальных клубах «Ордабасы» и «Атырау», не задержавшись в них надолго. В 2010 году отыграл первый круг за «Тараз», а затем объявил о своём уходе из спорта.
Однако в 2011 году Булешев подписал контракт с клубом Первой лиги каскеленским «Сункаром». Сыграл 24 матча, забил 21 гол и помог клубу впервые выйти в Премьер-лигу. Но там игра не пошла и клуб вылетел обратно в Первую лигу.
В 2013 году по приглашению тренера Серика Абдуалиева подписал контракт с клубом Первой лиги «Окжетпес» из Кокшетау. В сезоне 2014 года Булешев сыграл 26 игр, забил 22 гола и помог и этому клубу выйти в Премьер-лигу.
В Премьер-лиге в сезоне 2015 провёл 29 игр и забил 8 голов. В сезоне 2016 года поставил себе задачу забить 100 голов в своей карьере. В 23 матчах Алибек забил 6 голов и с 98 голами вплотную приблизился к цели. Но в сентябре 2016 года после серии неудач «Окжетпеса» четыре ветерана команды, включая Булешева, были выведены из состава. Булешев уехал в Шымкент играть за «Ордабасы», но там не получал достаточно игрового времени.
В июне 2017 года Алибек вернулся в «Окжетпес» после ухода из клуба тренера Владимира Муханова. 26 июля на выезде забил гол «Атырау» и наконец 17 сентября 2017 года в матче с карагандинским «Шахтёром» Булешев в чине капитана команды забил свой 100-й гол в чемпионатах Казахстана. Всего сыграл во втором круге 14 матчей и забил два гола. Но «Окжетпес» занял последнее место в Премьер-лиге и выбыл в Первую лигу.
В январе 2018 года Булешев подписал новый контракт с «синегорцами» с задачей вновь, как и 4 года назад, вернуть клуб в Премьер-лигу.
1 августа 2018 года, забив по голу с пенальти в последних двух победных матчах, Булешев в возрасте 37 лет неожиданно решил завершить карьеру футболиста в момент, когда его «Окжетпес» уверенно лидировал в Первой лиге после двух из трёх кругов. Позже футболист пояснил, что снял бутсы по просьбе директора клуба Ерлана Ботембаева и акима города Кокшетау Ермека Маржикпаева остаться в команде, чтобы передавать свой опыт молодым игрокам в качестве начальника команды
. А его клуб «Окжетпес» досрочно за тур до конца турнира стал победителем и обеспечил себе возвращение в Премьер-лигу.
С января 2019 Алибек Булешев назначен начальником команды «Актобе-Жас».

### В сборной
Выступал за сборную Казахстана в 2002—2004 годах, сыграл 9 игр, но без голов. В сезоне 2015 года забил за «Окжетпес» 8 голов в Премьер-лиге, чем привлёк внимание главного тренера сборной Юрия Красножана.

## Достижения
«Кайрат»
- Чемпион Казахстана: 2004
- Бронзовый призёр чемпионата Казахстана: 2005
- Обладатель Кубка Казахстана (2): 2001, 2003
- Финалист Кубка Казахстана (2): 2004, 2005
- Лучший левый нападающий чемпионата Казахстана (3): 2001, 2003, 2004

«Актобе»
- Чемпион Казахстана (2): 2007

«Атырау»
- Обладатель Кубка Казахстана: 2009

«Сункар»
- Победитель Первой лиги Казахстана: 2011

«Окжетпес»
- Победитель Первой лиги Казахстана (2): 2014, 2018